# Поджьоло (річка)
Проджьоло (фр. Poggiolo корс. Poggiolu) — річка Корсики (Франція). Довжина 6,9 км, витік знаходиться на висоті 1 030 метрів над рівнем моря на східних схилах гори Монте Фоску (Monte Foscu) (1102 м). Впадає в Тірренське море.
Протікає через комуни: Санта-Марія-ді-Лота, Сан-Мартіно-ді-Лота і тече територією департаменту Верхня Корсика та кантоном Сан-Мартіно-ді-Лота (San-Martino-di-Lota)